# Броди (Малопольське воєводство)
Броди (пол. Brody) — село в Польщі, у гміні Кальварія-Зебжидовська Вадовицького повіту Малопольського воєводства.
Населення — 2667 осіб (2011).

## Історія
У 1975-1998 роках село належало до Бельського воєводства, підпорядковувалося районній адміністрації у Вадовицях.

## Демографія
Демографічна структура станом на 31 березня 2011 року:
|          | Загалом | Допрацездатний вік | Працездатний вік | Постпрацездатний вік |
| -------- | ------- | ------------------ | ---------------- | -------------------- |
| Чоловіки | 1281    | 279                | 864              | 138                  |
| Жінки    | 1386    | 271                | 837              | 278                  |
| Разом    | 2667    | 550                | 1701             | 416                  |